# Edgar Bischoff
Edgar Bischoff  (connu également sous le nom de Francis Mainville), est un pianiste, compositeur et parolier francophone d'origine roumaine du XXe siècle né le 20 mai 1912 et mort le 27 décembre 1995 .

## Biographie

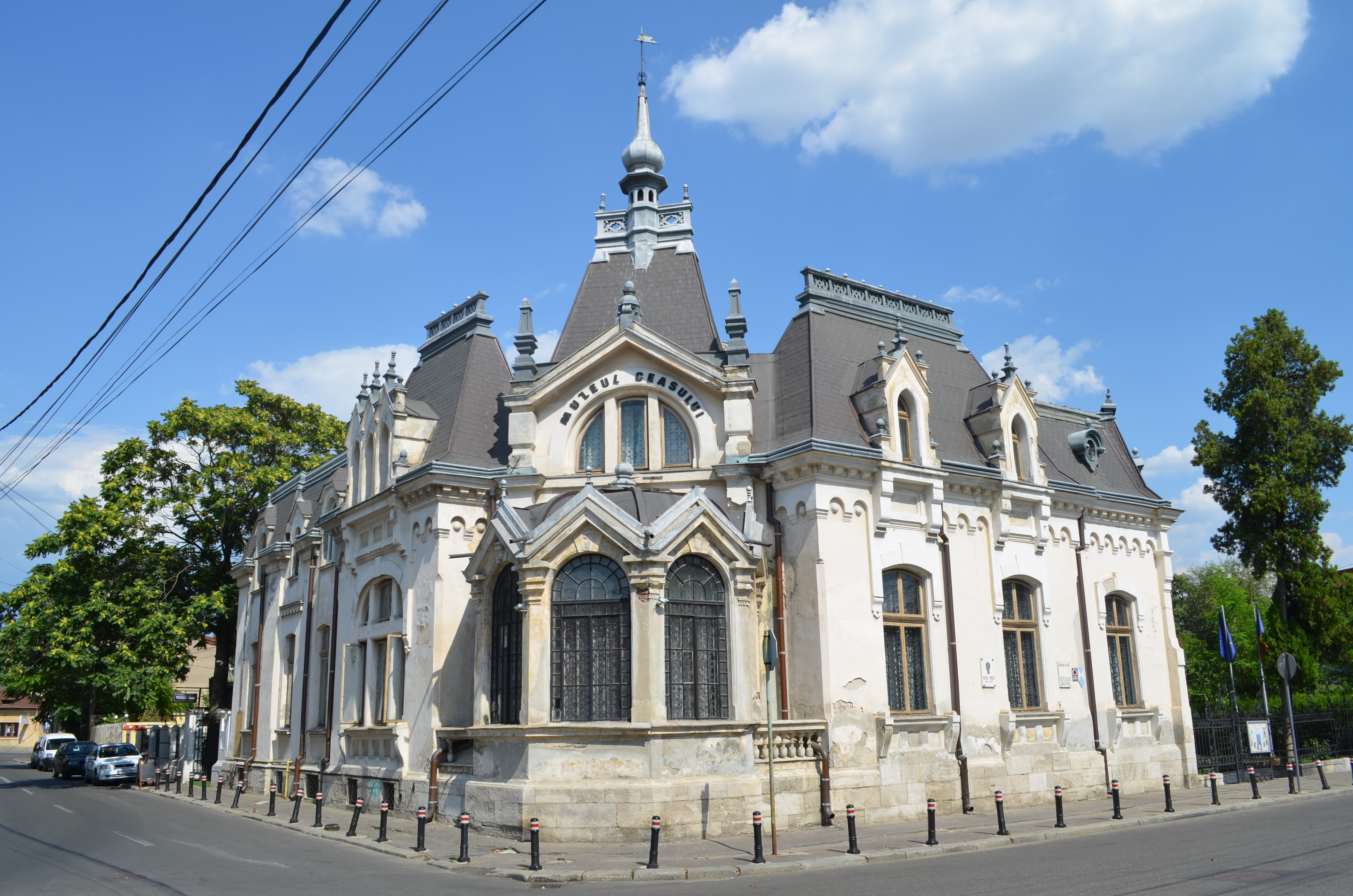
La Casa Luca Elefterescu est le principal bâtiment de Ploiești où Edgar Bischoff voit le jour.

Né le lundi 20 mai 1912, c'est à Ploiești, en Roumanie qu'il voit le jour. Sa mère s'appelle Louise Schapira (de son nom de jeune fille) et elle est née en 1883 à Galați. Une révolte paysanne avait éclaté dans sa ville en 1907, qui fut réprimée par l'armée roumaine. Louise ira à Ploiești (qui à l'époque s'appelle encore Ploești) ou elle rencontrera le futur père d'Edgar, Léon Bischoff (né en 1875) ils s'installeront ensemble pour fonder leur famille.
Et c'est dans cette famille qu'Edgar grandit avec son frère, Richard (dit Ricki) et un autre frère (dont l'histoire perdra la trace). Enfant en bas âge pendant la Première Guerre mondiale, les Allemands, après avoir bombardé inutilement sa ville natale (évacuée par les troupes roumaines), l'ont occupée en grande pompe, ont réussi à remettre en service une partie des compagnies pétrolières et réquisitionné tout ce qui pouvait servir à mener la guerre, à nourrir les soldats ou de leurs familles. Sa famille et le reste de sa communauté connaissent la misère. Plus tard, il ira étudier la musique à l'Université nationale de musique de Bucarest et son instrument de prédilection sera le piano. À l'époque où il y fait sa formation de pianiste classique, l'institution s'appelle  Conservatoire de musique et d'art dramatique, puis Académie royale de musique et d'art dramatique à partir du 17 juillet 1931. Edgar rencontre Viorica Vrioni, de quatorze ans son aînée (née le 2 août 1898, à Piatra Neamt) qu'il décide d'épouser . Mais pendant la Seconde Guerre mondiale , la ville de Ploiești a été victime de bombardements aériens massifs. D'énormes dégâts ont été causés par le bombardement anglo-américain du 1er août 1943. Puis le 6 mars 1945, le Parti communiste roumain s'empare du pouvoir en Roumanie, abolit la monarchie le 30 décembre 1947 et proclame la République populaire roumaine qui rejoindra le pacte de Varsovie et le Comecon.

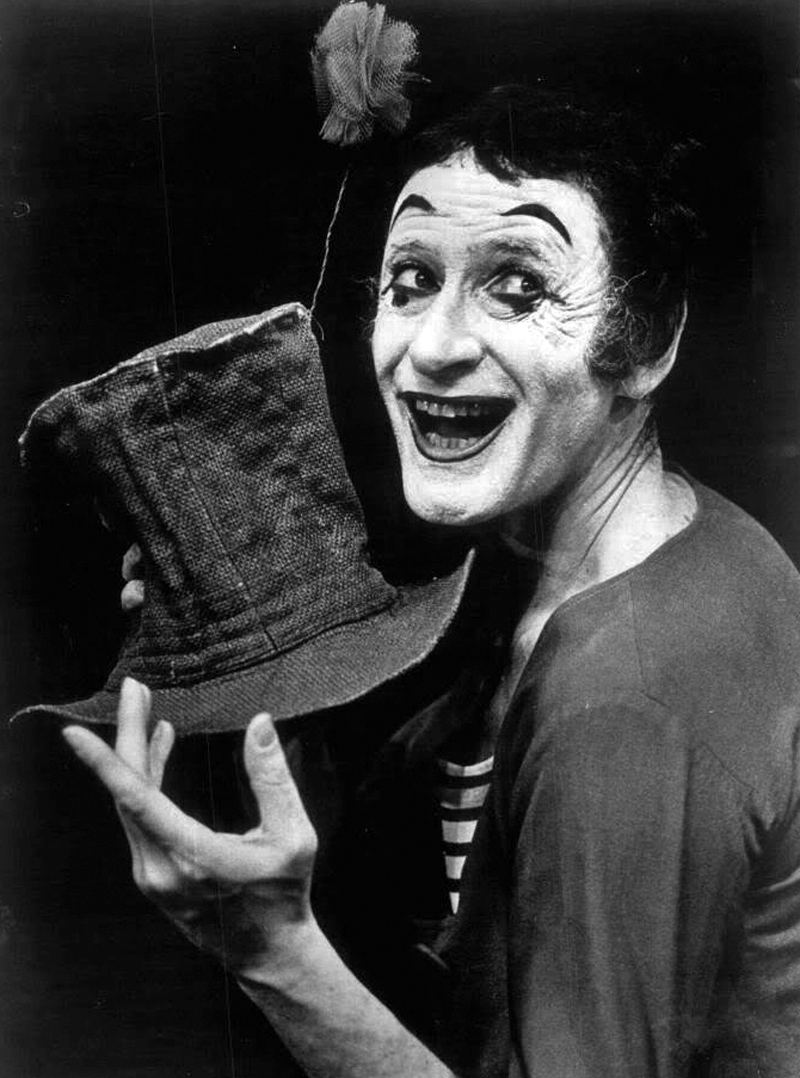
Marcel Marceau avec qui Francis Mainville a collaboré.

C'est donc en France que Bischoff déménage. Il continue le piano à l'École normale de musique de Paris, puis décide de rester en France . Il fait alors la connaissance du milieu artistique parisien à commencer par Jean-Pierre Melville
En 1949, il signe la musique du film de Le Silence de la mer de Jean-Pierre Melville (sous son nom de naissance, Edgar Bischoff, accompagné par le grand orchestre des concerts Colonne sous la direction de Paul Bonneau).
Sa rencontre avec Marcel Marceau marquera sa carrière. En effet, il composera la musique d'autres films mais aussi pour des pièces de théâtre telles par exemple "Le manteau" de Marcel Marceau entre autres. Il deviendra à ce titre aussi reconnu que des compositeurs de l'époque tels que Maurice Leroux, Joseph Kosma, Jean Wiener ou encore Jean Prodromidès avec lesquels le mime travaille déjà.
Dans le milieu du théâtre, il croise au début des années 1950 le metteur en scène Jacques Fabbri avec qui il aura l'occasion de travailler durant de nombreuses années. En 1954, il compose pour lui la musique de la pièce Le Fantôme. Fabri écrira à son sujet « notre musicien attitré, Edgar Bischoff, avait composé une musique jeune où le charleston dominait : toute la troupe dansait, faisait de l'acrobatie ». Tous les deux travailleront ensemble plusieurs fois.
Edgar Bischoff deviendra par la suite l'un des compositeurs des Frères Jacques et décide alors de signer sous le nom d'artiste de Francis Mainville.
En 1955, Francis Mainville fait la connaissance de Ricet Barrier, du Petit Conservatoire de la Chanson de Mireille . Une relation d'amitié se noue entre les deux artistes et Barrier le présente à Raymond Devos.
Il est vite repéré dans le monde de l'audiovisuel et utilise le nom d'Edgar Bischoff pour composer, entre autres, le feuilleton Le tour de la France par deux enfants . Aline Garin rappellera que « Son contrat, qui prévoit la création d’une musique originale pour le feuilleton, se trouve dans les dossiers de production » et « pour séduire trois générations de téléspectateurs appartenant à des milieux sociaux et professionnels différents, Edgar Bischoff prend également soin de placer, sur la bande-son, les paroles et musiques les plus éclectiques ».
En parallèle, à la même époque, il participe à d'autres projets pour le cinéma, mais pas seulement en tant que compositeur. En 1955 , une version sonorisée de La mort de Siegfried de Fritz Lang est en effet distribuée en France avec un accompagnement musical d'Edgar Bischoff mais avec des compositions de Jean-Sébastien Bach ou Tomaso Giovanni Albinoni .
Il a continué à écrire des musiques de scène, de télévision et de  film jusqu'à la fin des années 1970.
C'est en 1986 qu'Edgar Bischoff compose sa dernière œuvre , Aux armes citoyens !, de Louis Calaferte. Ce dernier dira de cette composition que « la musique du spectacle rend exactement la tonalité que je souhaitais , en ce sens qu'elle souligne la baroquerie et le comique de dérision de la pièce. ».
Edgar s'éteint à Draveil le mercredi 27 décembre 1995, à l'âge de 83 ans.

## Principales compositions

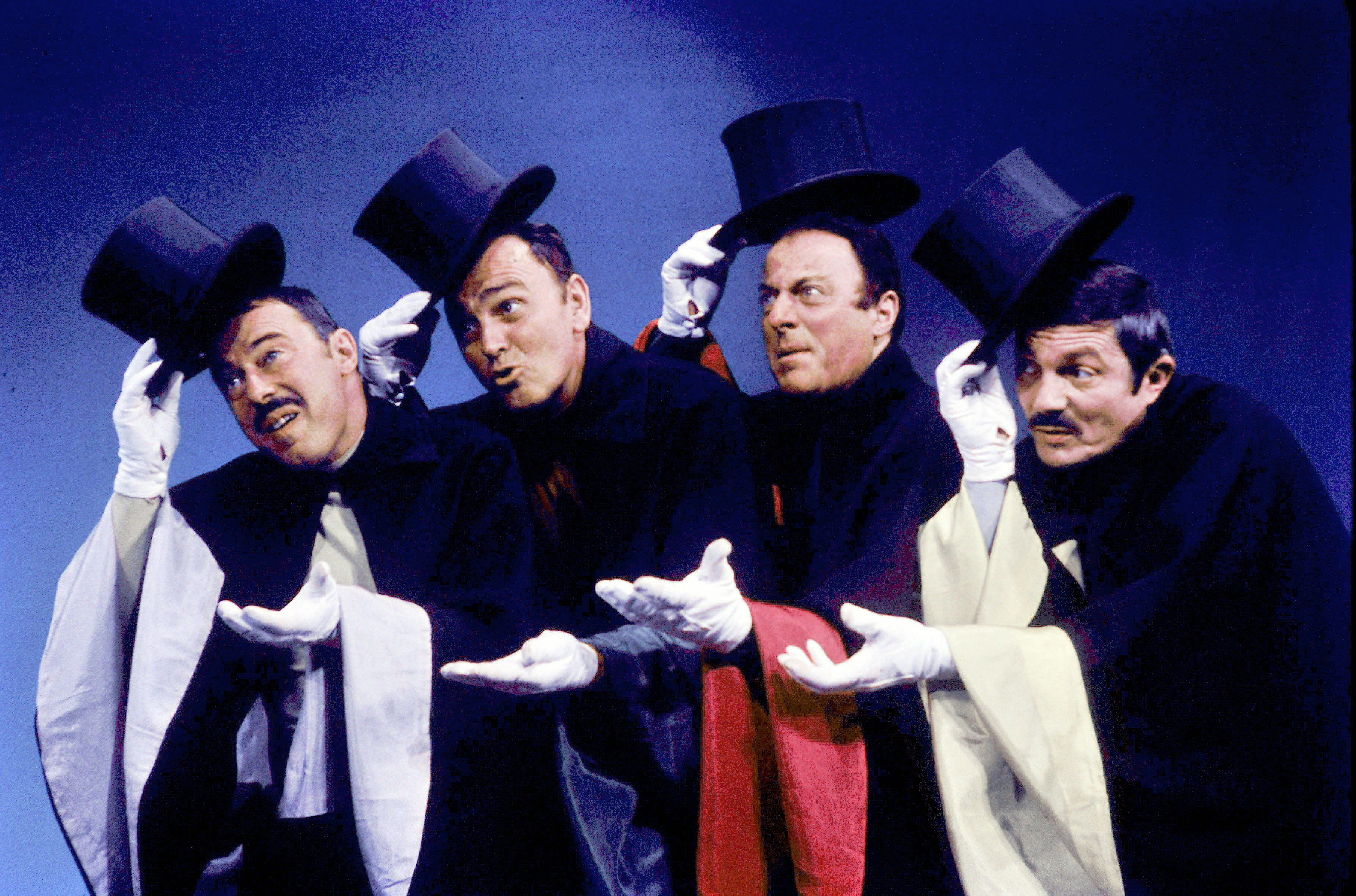
Francis Mainville a travaillé pour les Frères Jacques.

### Pour lesFrères Jacques
- 1955 : C'était Un Mérovingien sur l'album Le Bateau Lavoir, 3 versions Philips, et sur l'album - Chantent... (4e Série) 3 versions Polydor [16],

- 1956: Le Résumé De La Situation sur l'album Les Frères Jacques - 5 (3 versions) Philips [17],

- 1961 : Antropophagiquement Votre, sur l'album Rendez-Vous "Stanislas" (7", EP) Philips 432.568 BE et sur l'album La Marie-Joseph (LP, Album) Philips 844.786 (en 1968) [18],

- 1955 : La Voix Du Sang, sur l'album Les Premiers Récitals / 1948 - 1959 (3xCD, Comp, RM))Frémeaux & Associés FA 5289 2010 [19].

### PourRicet Barrier
- 1975	: La Chanson De Celui Qui Vieillit, sur l'album : "La Servante Du Château, Les Vacanciers" (LP, Album)	M Records	MLP 900 140	 4 versions M Records (3) [20];
- 1980	: Pauvres Oiseaux, sur l'album Saturnin Chante Avec Les Enfants, 2 versions Stamy Records (chanson de générique de la série Les Aventures de Saturnin)[20].

### PourDenise Benoit
- 1958 : La Servante Du Château , sur l'album Chansons En Clair-Obscur;
- 1958 : Au jardin du Luxembourg , sur l'album La dame de Ris-Orangis Label: Fontana – 460.596 ME Format:Vinyl, 7", 45 RPM, EP, Mono[21].

### Pour d'autres artistes
- 1957	: pour François Naudet : Nathalie, sur l'album A L'Horizon (7", EP)	Éditions De La Boîte À Musique	BAM EX 222 [22];
- 1958 : pour Pierre Loray - Chansons En Clair-Obscur (7", EP)	Teppaz	4541,
- 1958 : pour Barbara, Veuve De Guerre, sur l'album Barbara (1964 - Pathé 30 cm: FELP 280 - France).
- 1965 : Pour Francis Blanche, Amour Et Pasteurisation, sur l'album Docteur Francis Et Monsieur Blanche.

## Bandes originales

### Théâtre
- 1949 : Le Manteau, de Marcel Marceau,
- 1953 : Un soir aux funambules, Les trois perruques, de Marcel Marceau,
- 1953 : L'incendie de l'Opéra, de Georg Kaiser, mise en scène de Jean-Marie Serreau et adapté par Boris Vian[23],
- 1954 : Le Fantôme, de Jacques Fabbri,
- 1956 : Jules, de Jacques Fabbri,
- 1956 : La famille Arlequin, de Jacques Fabbri [24],
- 1958 : Lope de Vega, de Jacques Fabbri,
- 1959 : La Jument du roi, de Jacques Fabbri [25],
- 1959 : Vassa Geleznova, de Gabriel Garran[pas clair],
- 1961 : Brouhaha, de Jacques Fabbri,
- 1961 : Les Joyeuses commères de Windsor, de William Shakespeare -adaptation Charles Charras,
- 1964 : Les escargots meurent debout, de Francis Blanche,
- 1967 : Les Suisses, de Pierre-Aristide Bréal,
- 1971 : Le Jeu du papillon, de Jerzy Dobrzanski,
- 1971 : Buldor, de Jean Laugier,
- 1978 : Le misanthrope et l'auvergnat, d'Eugène Labiche,
- 1978 : Les deux timides, de Pierre Sabbagh,
- 1986 : Aux armes citoyens !, de Louis Calaferte [26],
- 2008 : Au théâtre ce soir (Coffret 3 DVD), de Francis Perrin.

### Cinéma
- 1949	: Le Silence de la mer, de Jean-Pierre Melville,
- 1954 : Pantomimes (Court métrage), de Paul Paviot,
- 1957 : Les Têtes interverties, d'Alejandro Jodorowsky,
- 1957 : Le violon de l'orphéon, de François Chatel[27],
- 1957 : Le manteau de pluie, de François Chatel[28],
- 1958 :  Paris-Plage, de Yannick Andrei.
- 1960 : Les Petits Chats, de Jacques R. Villa [29],
- 1962 : Bonne chance, Charlie, de Jean-Louis Richard,
- 1965	: Les Pieds dans le plâtre, de Jacques Fabbri et Pierre Lary,
- 1968 : Au cœur de la ville, de Pierre Gautherin.

#### Télévision
- 1957 : Le tour de la France par deux enfants, de William Magnin, Claude Santelli et Michèle Angot,
- 1960 : Les Chevaux du dimanche, de  Jean-Claude Roy,
- 1960 : La Grande Foire, de Jean Mitry et André Valio,
- 1961 : Le Fantôme de Canterville, de Marcel Cravenne.

### Radio
- 1983 : La Dame à la rivière ou Une bonne action est toujours récompensée, comédie en neuf tableaux de Michel Mourlet, Nouveau Répertoire dramatique de Lucien Attoun, France Culture, première diffusion le10 février 1983[30].

## Compilation
- 1987 : Complainte de Punch, CD (49 min 49 s) : mono, Édition : Paris : Adès ; Maurepas : distrib. Adès ,